# Stentjärnen (Särna socken, Dalarna, 684845-135436)
Stentjärnen är en sjö i Älvdalens kommun i Dalarna och ingår i Dalälvens huvudavrinningsområde.